# شيلبيفيل (تينيسي)
شيلبيفيل (بالإنجليزية: Shelbyville, Tennessee)‏ هي مدينة تقع بولاية تينيسي في وسط شرق الولايات المتحدة. تبلغ مساحة هذه المدينة 40.1 (كم²)، وترتفع عن سطح البحر 230 م، بلغ عدد سكانها 21105 نسمة في عام 2010 حسب إحصاء مكتب تعداد الولايات المتحدة وتصل الكثافة السكانية فيها 402 نسمة/كم2.

## التركيبة السكانية
حدّد مكتب تعداد الولايات المتحدة بيانات التركيبة السكانية لشيلبيفيل في تعداد الولايات المتحدة. في ما يلي، التركيبة السكانية حسب تعدادي 2000 و2010.

### تعداد عام 2000
بلغ عدد سكان شيلبيفيل 16,105 نسمة بحسب تعداد عام 2000، وبلغ عدد الأسر 6,066 أسرة وعدد العائلات 4,156 عائلة مقيمة في المدينة. في حين سجلت الكثافة السكانية 337.2 نسمة لكل كيلومتر مربع (873.3/ميل2). وبلغ عدد الوحدات السكنية 6,550 وحدة بمتوسط كثافة قدره 137.1 لكل كيلومتر مربع (355.1/ميل2).
وتوزع التركيب العرقي للمدينة بنسبة 77.14% من البيض و14.98% من الأمريكيين الأفارقة و0.35% من الأمريكيين الأصليين و0.70% من الأمريكيين ذوي الأصول الآسيوية و0.05% من سكان جزر المحيط الهادئ و5.02% من الأعراق الأخرى و1.78% من عرقين مختلطين أو أكثر و14.55% من الهسبانيون أو اللاتينيون من أي عرق.
بلغ عدد الأسر 6,066 أسرة كانت نسبة 36.8% منها لديها أطفال تحت سن الثامنة عشر تعيش معهم، وبلغت نسبة الأزواج القاطنين مع بعضهم البعض 46% من أصل المجموع الكلي للأسر، ونسبة 16.6% من الأسر كان لديها معيلات من الإناث دون وجود شريك،  بينما كانت نسبة 6% من الأسر لديها معيلون من الذكور دون وجود شريكة وكانت نسبة 31.5% من غير العائلات. تألفت نسبة 26.5% من أصل جميع الأسر من عدة أفراد يعيشون في نفس المنزل ونسبة 12.4% كانت تتألف من شخص يعيش بمفرده يبلغ من العمر 65 عاماً أو أكثر. وبلغ متوسط حجم الأسرة المعيشية 2.59، أما متوسط حجم العائلات فبلغ 3.05.
بلغ العمر الوسطي للسكان 33.5 عاماً. وكانت نسبة 25.2% من القاطنين تحت سن الثامنة عشر، وكانت نسبة 11.8% بين الثامنة عشر والرابعة والعشرين عاماً، ونسبة 28.4% كانت واقعةً في الفئة العمرية ما بين الخامسة والعشرين والرابعة والأربعين عاماً، ونسبة 18.6% كانت ما بين الخامسة والأربعين والرابعة والستين، ونسبة 13.6% كانت ضمن فئة الخامسة والستين عاماً فما فوق. يوجد لكل 100 أنثى 94.9 ذكر، ويوجد لكل 100 أنثى في الثامنة عشر من عمرها فما فوق 92.1 ذكر.
بلغ متوسط دخل الأسرة في المدينة 31,593 دولارًا، أما متوسط دخل العائلة فبلغ 36,465 دولارًا. وكان متوسط دخل الذكور 25,754 دولارًا مقابل 19,065 دولارًا للإناث. وسجل دخل الفرد الخاص بالمدينة 14,260 دولارًا. وكانت نسبة 12.4% من العائلات ونسبة 16.2% من السكان تحت خط الفقر، وكان من هؤلاء نسبة 19.7% تحت سن الثامنة عشر ونسبة 22.1% في الخامسة والستين من العمر وما فوق.

### تعداد عام 2010
بلغ عدد سكان شيلبيفيل 20,335 نسمة بحسب تعداد عام 2010، وبلغ عدد الأسر 7,275 أسرة وعدد العائلات 4,862 عائلة مقيمة في المدينة. في حين سجلت الكثافة السكانية 425.8 نسمة لكل كيلومتر مربع (1,102.8/ميل2). وبلغ عدد الوحدات السكنية 8,181 وحدة بمتوسط كثافة قدره 171.3 لكل كيلومتر مربع (443.7/ميل2).
وتوزع التركيب العرقي للمدينة بنسبة 68.29% من البيض و14.06% من الأمريكيين الأفارقة و0.51% من الأمريكيين الأصليين و0.69% من الأمريكيين ذوي الأصول الآسيوية و0.20% من سكان جزر المحيط الهادئ و12.94% من الأعراق الأخرى و3.30% من عرقين مختلطين أو أكثر و20.30% من الهسبانيون أو اللاتينيون من أي عرق.
بلغ عدد الأسر 7,275 أسرة كانت نسبة 39.6% منها لديها أطفال تحت سن الثامنة عشر تعيش معهم، وبلغت نسبة الأزواج القاطنين مع بعضهم البعض 41.2% من أصل المجموع الكلي للأسر، ونسبة 18.2% من الأسر كان لديها معيلات من الإناث دون وجود شريك،  بينما كانت نسبة 7.5% من الأسر لديها معيلون من الذكور دون وجود شريكة وكانت نسبة 33.2% من غير العائلات. تألفت نسبة 26.7% من أصل جميع الأسر من عدة أفراد يعيشون في نفس المنزل ونسبة 10.5% كانت تتألف من شخص يعيش بمفرده يبلغ من العمر 65 عاماً أو أكثر. وبلغ متوسط حجم الأسرة المعيشية 2.74، أما متوسط حجم العائلات فبلغ 3.30.
بلغ العمر الوسطي للسكان 31.6 عاماً. وكانت نسبة 28.5% من القاطنين تحت سن الثامنة عشر، وكانت نسبة 10.7% بين الثامنة عشر والرابعة والعشرين عاماً، ونسبة 28.3% كانت واقعةً في الفئة العمرية ما بين الخامسة والعشرين والرابعة والأربعين عاماً، ونسبة 20.3% كانت ما بين الخامسة والأربعين والرابعة والستين، ونسبة 12.2% كانت ضمن فئة الخامسة والستين عاماً فما فوق. وتوزع التركيب الجنسي للسكان بنسبة 49% ذكور و51% إناث.

## أعلام
- جون ستون
- جون الكسندر غرير
- آن نيكسون كوبر
- جوني فلويد
- تشارلي كوفي
- ر يوينغ توماسون
- ويليام ك. هوستون
- سوندرا لوك

## وصلات خارجية
- http://www.shelbyvilletn.org/
- The US50 - Cities and Towns in Tennessee State